# Immudb
Immudb (geralmente grafado como immudb em minúsculas) é um banco de dados imutável, assim como o Datomic, TerminusDB, Dolthub, Fluree, Endatabas, PumpkinDB, SurrealDB, entre outros.
O banco de dados foi criado pela Codenotary e atualmente ele suporta três modos:
- uma variação própria de SQL;
- um sistema de chave e valor;
- e também um sistema baseado em documentos.

Immudb possui um sistema acoplado para auditoria nos dados e é considerado à prova de adulteração (tamper-proof), utilizando conceitos de hash e Árvores de Merkle para armazenar os dados e manter um histórico consistente.